# Филистия
Филистия (на иврит: פלשת) е политически съюз на пет филистимски града в западна Палестина, съществувал от XII до VIII век пр.н.е.
Филистия се състои от градовете държави Газа, Азот, Екрон, Гет и Аскалон. Една от хипотезите за нейното възникване е разгрома около 1175 година пр.н.е. на морските народи от египетския фараон Рамзес III, който ги заселва в югозападната част на Ханаан. През 722 година пр.н.е. Филистия е подчинена от Асирия и престава да се споменава в източниците.